# Federația Internațională a Societăților de Cruce Roșie și Semilună Roșie

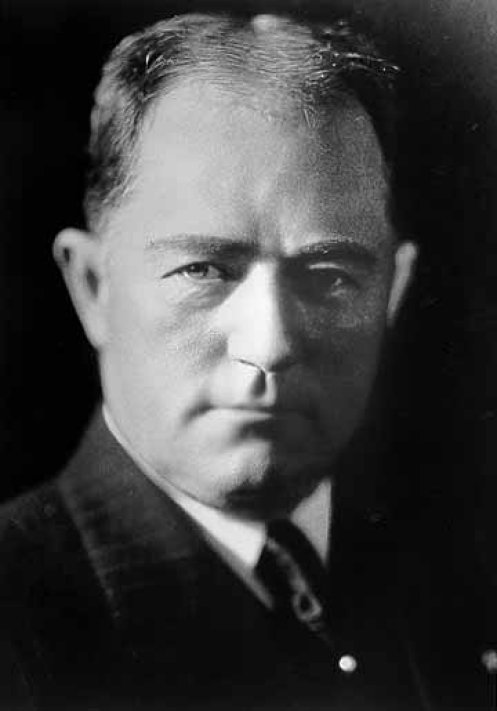
Henry Pomeroy Davison, tată fondator al Societății Ligii Crucii Roșii.

Federația Internațională a Societăților de Cruce Roșie și Semilună Roșie este o organizație mondială de ajutor umanitar care ajunge la 160 de milioane de oameni în fiecare an prin intermediul Societăților sale naționale în număr de 190 de membri. Acționează înainte, în timpul și după catastrofe și urgențe de sănătate pentru a răspunde nevoilor și a îmbunătăți viața persoanelor vulnerabile. Ea face acest lucru cu imparțialitate cu privire la naționalitate, rasă, sex, credințe religioase, clase și opinii politice.

## Legături externe
- International Federation of Red Cross and Red Crescent Societies – official site
- International Red Cross and Red Crescent Movement – official site
- International Red Cross and Red Crescent Movement Logo